# Karl Gottfried Siebelis
Karl Gottfried Siebelis (* 10. Oktober 1769 in Naumburg (Saale); † 7. August 1843 in Budissin, heute Bautzen) war ein deutscher klassischer Philologe und Pädagoge.

## Leben
Siebelis wurde nach dem frühen Tod seiner Eltern von seinen Großeltern aufgezogen und besuchte das Ratsgymnasium zu Naumburg, wo er Lateinunterricht von Friedrich Wilhelm Döring erhielt. Nach der Reifeprüfung bezog er die Universität Leipzig, wo er Theologie und Philosophie studierte. Zu seinen Kommilitonen zählte Gottfried Hermann. Der Altertumswissenschaftler Christian Daniel Beck nahm beide in die Societas Philologica Lipsiensis auf. Nach dem Magisterexamen arbeitete Siebelis als Hauslehrer. 1798 wurde er als Konrektor an das Stiftsgymnasium Zeitz berufen, 1804 ging er als Rektor an das Bautzener Ratsgymnasium, wo Karl Friedrich Ameis, Heinrich Leberecht Fleischer und Ernst Theodor Stöckhardt zu seinen Schülern gehörten. Er setzte den Kurs seines Vorgängers Ludwig Gedike fort und machte das Gymnasium zu einer der führenden deutschen Bildungsanstalten. 1841 trat er in den Ruhestand.
Siebelis war ein Förderer der Sorben in Bautzen und Mitglied der Oberlausitzischen Gesellschaft der Wissenschaften. Durch seine Lehrtätigkeit und seine zahlreichen Schriften, darunter eine „kritisch-exegetische“ Ausgabe des Pausanias in 5 Bänden von 1822 bis 1828, erwarb er sich zu seinen Lebzeiten den Ruf eines international angesehenen Gelehrten. Hervorzuheben ist sein Beitrag zur Weiterentwicklung der damaligen Schulprogramme im Sinne des klassischen Humanismus. Er gehörte seit 1816 der Freimaurerloge in Bautzen an.
Sein Sohn Johannes Siebelis war ebenfalls Philologe.